# Garlipp
Garlipp este o comună din landul Saxonia-Anhalt, Germania.